# 아르헨티나 대통령
아르헨티나 공화국의 대통령(스페인어: Presidente de la Nación Argentina)은 아르헨티나의 국가원수이자 정부수반이며 군 최고통수권자이다.
아르헨티나는 삼권분립의 원칙 하에 대통령제를 채택한 공화국이며, 대통령의 임기는 중임이 가능한 4년으로 대통령 피선자격은 아르헨티나 국적을 보유한 자여야 한다. 대통령 유고시에는 부통령이 그 직을 승계하고, 부통령도 유고시에는 의회에서 임시 대통령을 선출한다.
1816년 7월 9일 투쿠만 회의에서 리오데라플라타 합중국이 독립을 선언하며 남아메리카 최초의 독립국이 되었고, 당시에는 연합주회의 최고 지도자가 정부수반이었다.
1826년 제헌의회에서 초대 대통령을 헌법 공포 이전에 먼저 선출한 이래로 대통령이 국가원수가 되었다.

## 아르헨티나 대통령 목록
| 번                                 | 대        | 사진             | 이름                                                                               | 임기             | 임기                                              | 직책                                                               | 정당                                          |
| 번                                 | 대        | 사진             | 이름                                                                               | 취임일           | 퇴임일                                            | 직책                                                               | 정당                                          |
| ---------------------------------- | --------- | ---------------- | ---------------------------------------------------------------------------------- | ---------------- | ------------------------------------------------- | ------------------------------------------------------------------ | --------------------------------------------- |
| 리오데라플라타 합중국              |           |                  |                                                                                    |                  |                                                   |                                                                    |                                               |
| -                                  | -         |                  | 이그나시오 알바레스 토마스 (1787.2.15 ~ 1857.7.19) Ignacio Álvarez Thomas          | 1815년 4월 20일  | 1816년 7월 9일                                    | 리오데라플라타 합중국 최고총재                                     |                                               |
| 독립 선언 이후                     |           |                  |                                                                                    |                  |                                                   |                                                                    |                                               |
| -                                  | -         |                  | 이그나시오 알바레스 토마스 (1787.2.15 ~ 1857.7.19) Ignacio Álvarez Thomas          | 1816년 7월 9일   | 1816년 4월 16일                                   | 리오데라플라타 합중국 최고총재                                     |                                               |
| -                                  | -         |                  | 안토니오 곤살레스 데 발카르세 (1774.6.24 ~ 1819.8.15) Antonio González de Balcarce | 1816년 4월 16일  | 1816년 7월 9일                                    | 리오데라플라타 합중국 최고총재                                     |                                               |
| -                                  | -         |                  | 후안 마르틴 데 푸에이레돈 (1777.12.18 ~ 1850.3.13) Juan Martín de Pueyrredón       | 1816년 7월 9일   | 1819년 6월 9일                                    | 리오데라플라타 합중국 최고총재                                     |                                               |
| -                                  | -         |                  | 호세 론데아우 (1773.3.4 ~ 1844.12.18) José Rondeau                                 | 1819년 6월 9일   | 1820년 2월 11일                                   | 리오데라플라타 합중국 최고총재                                     | 적색당                                        |
| -                                  | -         |                  | 후안 페드로 아기레 (1781.10.19 ~ 1837.7.17) Juan Pedro Aguirre                     | 1820년 2월 11일  | 1820년 2월 16일                                   | 리오데라플라타 합중국 회의 최고총재                                |                                               |
| -                                  | -         |                  | 마티아스 데 이리고옌 (1781 ~ 1839) Matías de Irigoyen                              | 1820년 2월 11일  | 1820년 2월 18일                                   | 부에노스아이레스 주 총독                                           |                                               |
| -                                  | -         |                  | 마누엘 데 사라테아 (1774.8.11 ~ 1849.9.21) Manuel de Sarratea                      | 1820년 2월 18일  | 1820년 3월 6일                                    | 부에노스아이레스 주 총독                                           |                                               |
| -                                  | -         |                  | 후안 라몬 곤살레스 발카르세 (1773.3.16 ~ 1836.11.12) Juan Ramón González Balcarce  | 1820년 3월 6일   | 1820년 3월 11일                                   | 부에노스아이레스 주 총독                                           | 연방당                                        |
| -                                  | -         |                  | 마누엘 데 사라테아 (1774.8.11 ~ 1849.9.21) Manuel de Sarratea                      | 1820년 3월 11일  | 1820년 5월 2일                                    | 부에노스아이레스 주 총독                                           |                                               |
| -                                  | -         |                  | 일데폰소 라모스 메히아 (1769 ~ 1854) Ildefonso Ramos Mexía                         | 1820년 5월 2일   | 1820년 6월 20일                                   | 부에노스아이레스 주 총독                                           |                                               |
| -                                  | -         |                  | 미겔 에스타니슬라오 솔레르 (1783 ~ 1849) Miguel Estanislao Soler                   | 1820년 6월 20일  | 1820년 6월 29일                                   | 부에노스아이레스 주 총독                                           | 연방당                                        |
| -                                  | -         |                  | 마누엘 도레고 (1787.6.11 ~ 1828.12.13) Manuel Dorrego                              | 1820년 6월 29일  | 1820년 9월 20일                                   | 부에노스아이레스 주 총독                                           | 연방당                                        |
| -                                  | -         |                  | 마르틴 로드리게스 (1771.7.4 ~ 1845.3.5) Martín Rodríguez                           | 1820년 9월 20일  | 1824년 4월 2일                                    | 부에노스아이레스 주 총독                                           | 애국군 단방당                                 |
| -                                  | -         |                  | 후안 그레고리오 데 라스 에라스 (1780.7.11 ~ 1866.2.15) Juan Gregorio de Las Heras  | 1824년 4월 2일   | 1826년 2월 7일                                    | 부에노스아이레스 주 총독                                           |                                               |
| 번                                 | 대        | 사진             | 이름                                                                               | 임기             | 임기                                              | 선거                                                               | 정당                                          |
| 번                                 | 대        | 사진             | 이름                                                                               | 취임일           | 퇴임일                                            | 선거                                                               | 정당                                          |
| 1                                  | 1         |                  | 베르나르디노 리바다비아 (1780.5.20 ~ 1845.9.2) Bernardino Rivadavia                | 1826년 2월 8일   | 1827년 6월 27일 (사임)                            | 1826년 제헌의회 선출                                               | 단방당                                        |
| 2                                  | -         |                  | 비센테 로페스 이 플라네스 (1785.5.3 ~ 1856.10.10) Vicente López y Planes           | 1827년 7월 7일   | 1827년 8월 17일                                   | 임시 대통령                                                        | 단방당                                        |
| -                                  | -         |                  | 마누엘 도레고 (1787.6.11 ~ 1828.12.13) Manuel Dorrego                              | 1827년 8월 17일  | 1828년 12월 13일                                  | 부에노스아이레스 주 총독                                           | 연방당                                        |
| -                                  | -         |                  | 후안 라바예 (1797.10.17 ~ 1841.10.9) Juan Lavalle                                  | 1828년 12월 13일 | 1829년 8월 26일                                   | 부에노스아이레스 주 총독                                           | 단방당                                        |
| -                                  | -         |                  | 후안 호세 비아몬테 (1774.2.9 ~ 1843.3.31) Juan José Viamonte                       | 1829년 8월 26일  | 1829년 12월 6일                                   | 부에노스아이레스 주 총독                                           | 연방당                                        |
| -                                  | -         |                  | 후안 마누엘 데 로사스 (1793.3.30 ~ 1877.3.14) Juan Manuel de Rosas                 | 1829년 12월 6일  | 1831년 1월 4일                                    | 부에노스아이레스 주 총독                                           | 연방당                                        |
| 아르헨티나 연방                    |           |                  |                                                                                    |                  |                                                   |                                                                    |                                               |
| -                                  | -         |                  | 후안 마누엘 데 로사스 (1793.3.30 ~ 1877.3.14) Juan Manuel de Rosas                 | 1831년 1월 4일   | 1832년 12월 17일                                  | 부에노스아이레스 주 총독                                           | 연방당                                        |
| -                                  | -         |                  | 후안 라몬 곤살레스 발카르세 (1773.3.16 ~ 1836.11.12) Juan Ramón González Balcarce  | 1832년 12월 17일 | 1833년 12월 4일                                   | 부에노스아이레스 주 총독                                           | 연방당                                        |
| -                                  | -         |                  | 후안 호세 비아몬테 (1774.2.9 ~ 1843.3.31) Juan José Viamonte                       | 1833년 12월 4일  | 1834년 6월 27일                                   | 부에노스아이레스 주 총독                                           | 연방당                                        |
| -                                  | -         |                  | 마누엘 비센테 마사 (1779 ~ 1839.6.27) Manuel Vicente Maza                          | 1834년 6월 27일  | 1835년 3월 7일                                    | 부에노스아이레스 주 총독                                           | 연방당                                        |
| -                                  | -         |                  | 후안 마누엘 데 로사스 (1793.3.30 ~ 1877.3.14) Juan Manuel de Rosas                 | 1835년 3월 7일   | 1852년 2월 3일                                    | 부에노스아이레스 주 총독                                           | 연방당                                        |
| -                                  | -         |                  | 비센테 로페스 이 플라네스 (1785.5.3 ~ 1856.10.10) Vicente López y Planes           | 1852년 2월 3일   | 1852년 7월 26일                                   | 부에노스아이레스 주 총독                                           | 단방당                                        |
| -                                  | -         |                  | 후스토 호세 데 우르키사 (1801.10.18 ~ 1870.4.11) Justo José de Urquiza             | 1852년 7월 26일  | 1852년 5월 31일 (총독 임기 종료는 1852년 9월 4일) | 부에노스아이레스 주 총독                                           | 연방당                                        |
| -                                  | -         | 1852년 5월 31일  | 후스토 호세 데 우르키사 (1801.10.18 ~ 1870.4.11) Justo José de Urquiza             | 1854년 3월 5일   | 아르헨티나 연방 임시 책임자                       |                                                                    | 연방당                                        |
| 3                                  | 2         | 1854년 3월 5일   | 후스토 호세 데 우르키사 (1801.10.18 ~ 1870.4.11) Justo José de Urquiza             | 1860년 3월 5일   | 1854년 대선                                       |                                                                    | 연방당                                        |
| 4                                  | 3         |                  | 산티아고 데르키 (1809.6.21 ~ 1867.11.5) Santiago Derqui                            | 1860년 3월 5일   | 1861년 9월 17일                                   | 1860년 대선                                                        | 연방당                                        |
| 아르헨티나 공화국 (파본 전투 이후) |           |                  |                                                                                    |                  |                                                   |                                                                    |                                               |
| 4                                  | 3         |                  | 산티아고 데르키 (1809.6.21 ~ 1867.11.5) Santiago Derqui                            | 1861년 9월 17일  | 1861년 11월 5일                                   | 1860년 대선                                                        | 연방당                                        |
| 5                                  | 4         |                  | 후안 에스테반 페데네라 (1796.12.25 ~ 1886.2.1) Juan Esteban Pedernera              | 1861년 11월 5일  | 1861년 12월 12일                                  | 1861년 대선                                                        | 단방당                                        |
| -                                  | -         |                  | 바르톨로메 미트레 (1821.6.26 ~ 1906.1.19) Bartolomé Mitre                          | 1861년 12월 12일 | 1862년 10월 12일                                  | 임시 대통령                                                        | 자유당                                        |
| 6                                  | 5         | 1862년 10월 12일 | 바르톨로메 미트레 (1821.6.26 ~ 1906.1.19) Bartolomé Mitre                          | 1868년 10월 12일 | 1862년 대선 - 100%                                |                                                                    | 자유당                                        |
| 7                                  | 6         |                  | 도밍고 파우스티노 사르미엔토 (1811.2.15 ~ 1888.9.11) Domingo Faustino Sarmiento    | 1868년 10월 12일 | 1874년 10월 12일                                  | 1868년 대선 - 60.30% 79표(총 투표자수 131명)                       | 무소속                                        |
| 8                                  | 7         |                  | 니콜라스 아베야네다 (1837.10.3 ~ 1885.11.24) Nicolás Avellaneda                    | 1874년 10월 12일 | 1880년 10월 12일                                  | 1874년 대선 - 54.1% 79표(총 투표자수 146명)                        | 국민자치당                                    |
| 9                                  | 8         |                  | 훌리오 아르헨티노 로카 (1843.7.17 ~ 1914.10.19) Julio Argentino Roca               | 1880년 10월 12일 | 1886년 10월 12일                                  | 1880년 대선 - 45.16% 70표(총 투표자수 155명)                       | 국민자치당                                    |
| 10                                 | 9         |                  | 미겔 앙헬 후아레스 셀만 (1844.9.29 ~ 1909.4.14) Miguel Ángel Juárez Celman         | 1886년 10월 12일 | 1890년 8월 6일 (사임)                             | 1886년 대선 - 약 100%                                              | 국민자치당                                    |
| 11                                 | 9 (승계)  |                  | 카를로스 페예그리니 (1846.10.11 ~ 1906.7.17) Carlos Pellegrini                     | 1890년 8월 6일   | 1892년 10월 12일                                  | 대통령 승계 (부통령)                                               | 국민자치당                                    |
| 12                                 | 10        |                  | 루이스 사엔스 페냐 (1822.4.2 ~ 1907.12.4) Luis Sáenz Peña                          | 1892년 10월 12일 | 1895년 1월 22일 (사임)                            | 1892년 대선 - 100%                                                 | 국민자치당                                    |
| 13                                 | 10 (승계) |                  | 호세 에바리스토 데 우리부루 (1831.11.19 ~ 1914.10.23) José Evaristo de Uriburu     | 1895년 1월 22일  | 1898년 10월 12일                                  | 대통령 승계 (부통령)                                               | 국민자치당                                    |
| 14                                 | 11        |                  | 훌리오 아르헨티노 로카 (1843.7.17 ~ 1914.10.19) Julio Argentino Roca               | 1898년 10월 12일 | 1904년 10월 12일                                  | 1898년 대선                                                        | 국민자치당                                    |
| 15                                 | 12        |                  | 마누엘 킨타나 (1835.10.19 ~ 1906.3.12) Manuel Quintana                             | 1904년 10월 12일 | 1906년 1월 25일 (사임)                            | 1904년 대선                                                        | 국민자치당                                    |
| 16                                 | 12 (승계) |                  | 호세 피게로아 알코르타 (1860.11.20 ~ 1931.12.27) José Figueroa Alcorta             | 1906년 1월 25일  | 1910년 10월 12일                                  | 대통령 승계 (부통령)                                               | 국민자치당                                    |
| 17                                 | 13        |                  | 로케 사엔스 페냐 (1851.3.19 ~ 1914.8.9) Roque Sáenz Peña                           | 1910년 10월 12일 | 1914년 8월 9일 (사망)                             | 1910년 대선 - 100%                                                 | 국민자치당                                    |
| 18                                 | 13 (승계) |                  | 빅토리노 데 라 플라사 (1840.11.2 ~ 1919.10.2) Victorino de la Plaza                | 1914년 8월 9일   | 1916년 10월 12일                                  | 대통령 승계 (부통령)                                               | 국민자치당                                    |
| 19                                 | 14        |                  | 이폴리토 이리고옌 (1852.7.12 ~ 1933.7.3) Hipólito Yrigoyen                         | 1916년 10월 12일 | 1922년 10월 12일                                  | 1916년 대선 - 46.83% 336,980표                                     | 급진시민연합                                  |
| 20                                 | 15        |                  | 마르셀로 토르쿠아토 데 알베아르 (1868.10.4 ~ 1942.3.23) Marcelo Torcuato de Alvear | 1922년 10월 12일 | 1928년 10월 12일                                  | 1922년 대선 - 49.06% 406,304표                                     | 급진시민연합                                  |
| 21                                 | 16        |                  | 이폴리토 이리고옌 (1852.7.12 ~ 1933.7.3) Hipólito Yrigoyen                         | 1928년 10월 12일 | 1930년 9월 6일                                    | 1928년 대선 - 61.67% 839,140표                                     | 급진시민연합                                  |
| 22                                 | 17        |                  | 호세 펠릭스 우리부루 (1868.7.20 ~ 1932.4.29) José Félix Uriburu                    | 1930년 9월 6일   | 1932년 2월 20일                                   | 1930년 군사 쿠데타                                                 | 민족해방동맹                                  |
| 23                                 | 18        |                  | 아구스틴 페드로 후스토 (1876.2.26 ~ 1943.1.11) Agustín Pedro Justo                 | 1932년 2월 20일  | 1938년 2월 20일                                   | 1931년 대선 - 43.26% 607,765표                                     | 콩코르단시아                                  |
| 24                                 | 19        |                  | 로베르토 오르티스 (1886.9.24 ~ 1942.7.15) Roberto Ortiz                            | 1938년 2월 20일  | 1942년 6월 27일 (사임)                            | 1937년 총선 - 55.77% 1,094,685표                                   | 콩코르단시아                                  |
| 25                                 | 20 (승계) |                  | 라몬 카스티요 (1873.11.20 ~ 1944.10.12) Ramón Castillo                             | 1942년 6월 27일  | 1943년 6월 4일                                    | 대통령 승계 (부통령)                                               | 콩코르단시아 국가민주당                       |
| 26                                 | 21        |                  | 아르투로 라우손 (1885.6.4 ~ 1952.10.8) Arturo Rawson                               | 1943년 6월 4일   | 1943년 6월 7일                                    | 1943년 군사 쿠데타                                                 | 무소속                                        |
| 27                                 | 22        |                  | 페드로 파블로 라미레스 (1884.1.30 ~ 1962.5.12) Pedro Pablo Ramírez                 | 1943년 6월 7일   | 1944년 2월 25일                                   | 1943년 군사 쿠데타                                                 |                                               |
| 28                                 | 23        |                  | 에델미로 훌리안 파렐 (1887.2.12 ~ 1980.10.21) Edelmiro Julián Farrell              | 1944년 2월 25일  | 1946년 6월 4일                                    | 1943년 군사 쿠데타                                                 | 무소속                                        |
| 29                                 | 24        |                  | 후안 도밍고 페론 (1895.10.8 ~ 1974.7.1) Juan Domingo Perón                         | 1946년 6월 4일   | 1952년 6월 4일                                    | 1946년 대선 - 52.84% 1,487,866표                                   | 노동당 ( ~ 1947년) ↓ 정의당 (1947년 이후)     |
| 29                                 | 25        | 1952년 6월 4일   | 후안 도밍고 페론 (1895.10.8 ~ 1974.7.1) Juan Domingo Perón                         | 1955년 9월 21일  | 1951년 대선 - 63.4% 4,745,168표                   |                                                                    | 노동당 ( ~ 1947년) ↓ 정의당 (1947년 이후)     |
| -                                  | -         |                  | 호세 도밍고 몰리나 고메스 (1896.9.26 ~ 1969) José Domingo Molina Gómez             | 1955년 9월 21일  | 1955년 9월 23일                                   | 1955년 군사 쿠데타 군사 정부 지도자                                |                                               |
| 30                                 | 26        |                  | 에두아르도 로나르디 (1896.9.15 ~ 1956.3.22) Eduardo Lonardi                        | 1955년 9월 23일  | 1955년 11월 13일                                  | 1955년 군사 쿠데타                                                 | 무소속                                        |
| 31                                 | 27        |                  | 페드로 에우헤니오 아람부루 (1903.5.21 ~ 1970.5.29) Pedro Eugenio Aramburu          | 1955년 11월 13일 | 1958년 5월 1일                                    | 1955년 군사 쿠데타                                                 | 무소속                                        |
| 32                                 | 28        |                  | 아르투로 프론디시 (1908.10.28 ~ 1995.4.18) Arturo Frondizi                         | 1958년 5월 1일   | 1962년 3월 29일                                   | 1958년 대선 - 52.77% 4,090,840표                                   | 비타협 급진 시민 연합                         |
| 33                                 | 29        |                  | 호세 마리아 기도 (1910.8.29 ~ 1975.6.13) José María Guido                          | 1962년 3월 29일  | 1963년 10월 12일                                  | 1962년 군사 쿠데타                                                 | 비타협 급진 시민 연합                         |
| 34                                 | 30        |                  | 아르투로 움베르토 일리아 (1990.8.4 ~ 1983.1.18) Arturo Umberto Illia               | 1963년 10월 12일 | 1966년 6월 28일                                   | 1963년 대선 - 31.9% 2,441,064표                                    | 푸에블로 급진 시민 연합                       |
| 군사 쿠데타 (1966년 6월 28일)      |           |                  |                                                                                    |                  |                                                   |                                                                    |                                               |
| 35                                 | 31        |                  | 후안 카를로스 옹가니아 (1914.3.17 ~ 1995.6.8) Juan Carlos Onganía                  | 1966년 6월 29일  | 1970년 6월 8일                                    | 1966년 군사 쿠데타                                                 | 무소속                                        |
| -                                  | -         |                  | 알레한드로 아구스틴 라누세 (1918.8.28 ~ 1996.8.26) Alejandro Agustín Lanusse       | 1970년 6월 8일   | 1970년 6월 18일                                   | 1970년 군사 쿠데타 3인 군사 위원회 의장                            | 무소속                                        |
| 36                                 | 32        |                  | 로베르토 마르셀로 레빙스톤 (1920.1.19 ~ 2015.6.17) Roberto Marcelo Levingston      | 1970년 6월 18일  | 1971년 3월 22일                                   | 1966년 3인 군사 위원회 선출 - 100%                                 | 무소속                                        |
| -                                  | -         |                  | 알레한드로 아구스틴 라누세 (1918.8.28 ~ 1996.8.26) Alejandro Agustín Lanusse       | 1971년 3월 22일  | 1971년 3월 26일                                   | 1971년 군사 쿠데타 3인 군사 위원회 의장                            | 무소속                                        |
| 36                                 | 32        | 1971년 3월 26일  | 알레한드로 아구스틴 라누세 (1918.8.28 ~ 1996.8.26) Alejandro Agustín Lanusse       | 1973년 5월 25일  |                                                   |                                                                    | 무소속                                        |
| 37                                 | 33        |                  | 엑토르 호세 캄포라 (1909.3.26 ~ 1980.12.18) Héctor José Cámpora                    | 1973년 5월 25일  | 1973년 7월 13일 (사임)                            | 1973년 3월 대선 - 49.56% 5,907,464표                               | 해방 정의 전선(정의당)                        |
| 38                                 | -         |                  | 라울 알베르토 라스티리 (1915.9.11 ~ 1978.12.11) Raúl Alberto Lastiri               | 1973년 7월 13일  | 1973년 10월 12일                                  | 임시 대통령 (하원의장)                                             | 해방 정의 전선(정의당)                        |
| 39                                 | 34        |                  | 후안 도밍고 페론 (1895.10.8 ~ 1974.7.1) Juan Domingo Perón                         | 1973년 10월 12일 | 1974년 7월 1일                                    | 1973년 9월 대선 - 61.85% 7,359,252표                               | 해방 정의 전선(정의당)                        |
| 40                                 | 34 (승계) |                  | 마리아 에스텔라 마르티네스 (1931.2.4 ~ ) María Estela Martínez                     | 1974년 7월 1일   | 1976년 3월 24일                                   | 대통령 승계 (부통령)                                               | 해방 정의 전선(정의당)                        |
| -                                  | -         |                  | 호르헤 라파엘 비델라 (1925.8.2 ~ 2013.5.17) Jorge Rafael Videla                    | 1976년 3월 24일  | 1981년 3월 29일                                   | 1976년 군사 쿠데타 3인 군사 위원회 의장                            |                                               |
| 41                                 | 35        | 1976년 3월 29일  | 호르헤 라파엘 비델라 (1925.8.2 ~ 2013.5.17) Jorge Rafael Videla                    | 1981년 3월 29일  | 1976년 3인 군사 위원회 선출 - 100%                |                                                                    |                                               |
| 42                                 | 36        |                  | 로베르토 에두아르도 비올라 (1924.10.13 ~ 1994.9.30) Roberto Eduardo Viola          | 1981년 3월 29일  | 1981년 12월 11일                                  | 1980년 3인 군사 위원회 선출 - 100%                                 | 무소속                                        |
| -                                  | -         |                  | 카를로스 알베르토 라코스테 (1929.2.2 ~ 2004.6.25) Carlos Alberto Lacoste           | 1981년 12월 11일 | 1981년 12월 22일                                  | 임시 대통령                                                        |                                               |
| 43                                 | 37        |                  | 레오폴도 갈티에리 (1926.7.15 ~ 2003.1.12) Leopoldo Galtieri                        | 1981년 12월 22일 | 1982년 6월 17일 (사임)                            | 1981년 3인 군사 위원회 선출 - 100%                                 |                                               |
| -                                  | -         |                  | 알프레도 생장 (1926.11.11 ~ 1987.9.2) Alfredo Saint-Jean                           | 1982년 6월 17일  | 1982년 7월 1일                                    | 임시 대통령                                                        |                                               |
| 44                                 | 38        |                  | 레이날도 비그노네 (1928.1.21 ~ 2018.3.7) Reynaldo Bignone                          | 1982년 7월 1일   | 1983년 12월 10일                                  | 1982년 3인 군사 위원회 선출 - 66.66% (3인 중 2표)                  |                                               |
| 45                                 | 39        |                  | 라울 알폰신 (1927.3.12 ~ 2009.3.31) Raúl Alfonsín                                  | 1983년 12월 10일 | 1989년 7월 8일                                    | 1983년 대선 - 51.75% 7,724,559표                                   | 급진시민연합                                  |
| 46                                 | 40        |                  | 카를로스 메넴 (1930.7.2 ~2021.2.14) Carlos Menem                                   | 1989년 7월 8일   | 1995년 7월 8일                                    | 1989년 대선 - 47.49% 7,953,301표                                   | 국민 연합 정의 전선(정의당)                   |
| 46                                 | 41        | 1995년 7월 8일   | 카를로스 메넴 (1930.7.2 ~2021.2.14) Carlos Menem                                   | 1999년 12월 10일 | 1995년 대선 - 49.94% 8,687,319표                  | 정의당                                                             |                                               |
| 47                                 | 42        |                  | 페르난도 데 라 루아 (1937.9.15 ~2019.7.0 ) Fernando de la Rúa                      | 1999년 12월 10일 | 2001년 12월 21일 (사임)                           | 1999년 대선 - 48.37% 9,167,261표                                   | 노동, 정의 및 교육을 위한 연합 (급진시민연합) |
| -                                  | -         |                  | 라몬 푸에르타 (1951.9.9 ~ ) Ramón Puerta                                           | 2001년 12월 21일 | 2001년 12월 23일                                  | 임시 대통령 (상원 의장)                                            | 정의당                                        |
| 48                                 | -         |                  | 아돌포 로드리게스 사아 (1947.7.25 ~ ) Adolfo Rodríguez Saá                         | 2001년 12월 23일 | 2001년 12월 30일 (사임)                           | 2001년 의회 선출 - 81.65% 138표 (전체 투표자 수 169명) 임시 대통령 | 정의당                                        |
| -                                  | -         |                  | 에두아르도 카마노 (1946.6.17 ~ ) Eduardo Camaño                                    | 2001년 12월 30일 | 2002년 1월 2일                                    | 대통령 직무 대행 (하원 의장)                                       | 정의당                                        |
| 49                                 | -         |                  | 에두아르도 두알데 (1941.10.5 ~ ) Eduardo Duhalde                                   | 2002년 1월 2일   | 2003년 5월 25일                                   | 2002년 상하원 합동회의 선출 임시 대통령                            | 정의당                                        |
| 50                                 | 43        |                  | 네스토르 키르치네르 (1950.2.25 ~ 2010.10.27) Néstor Kirchner                       | 2003년 5월 25일  | 2007년 12월 10일                                  | 2003년 대선 - 22.2% 4,312,517표                                    | 승리를 위한 전선(정의당)                      |
| 51                                 | 44        |                  | 크리스티나 페르난데스 (1953.2.19 ~ ) Cristina Fernández                            | 2007년 12월 10일 | 2011년 12월 10일                                  | 2007년 대선 - 45.29% 8,651,066표                                   | 승리를 위한 전선(정의당)                      |
| 51                                 | 45        | 2011년 12월 10일 | 크리스티나 페르난데스 (1953.2.19 ~ ) Cristina Fernández                            | 2015년 12월 9일  | 2011년 대선 - 54.11% 11,864,456표                 |                                                                    | 승리를 위한 전선(정의당)                      |
| 52                                 | -         |                  | 페데리코 피네도 (1955.12.29 ~ ) Federico Pinedo                                    | 2015년 12월 9일  | 2015년 12월 10일                                  | 임시 대통령 (상원 의장)                                            | 바꾸자(Cambiemos) (공화주의제안당)            |
| 53                                 | 46        |                  | 마우리시오 마크리 (1959.2.8 ~ ) Mauricio Macri                                     | 2015년 12월 10일 | 2019년 12월 10일                                  | 2015년 대선 - 51.34% 12,997,937표                                  | 바꾸자(Cambiemos) (공화주의제안당)            |
| 54                                 | 47        |                  | 알베르토 페르난데스 (1959.4.2 ~ ) Alberto Fernández                                | 2019년 12월 10일 | 2023년 12월 10일                                  | 2019년 대선 - 48.10% 12,473,709표                                  | 승리를 위한 전선(정의당)                      |
| 55                                 | 48        |                  | 하비에르 밀레이 (1970.10.22 ~) Javier Milei                                        | 2023년 12월 10일 |                                                   | 2023년 대선 - 55.69% 14,476,462표                                  | 자유지상당                                    |